# Ловеринг, Уильям
Уильям Кроад Ловеринг (англ. William Croad Lovering; 25 февраля 1835, Вунсокет, Род-Айленд — 4 февраля 1910, Вашингтон) — американский политик. Представитель штата Массачусетс в Палате представителей США.

## Биография
Родился в 1835 году в городе Вунсокет (Род-Айленд), но в 1837 переехал с родителями в Тонтон (Массачусетс). В 1859 году он оставил школу для работы на хлопковой фабрике своего отца. В годы гражданской войны служил интендантом во второй Массачусетской бригаде. В 1864 году его отец ушёл на пенсию, передав управление фабрикой Уильяму и двум его братьям. Уильям также был президентом Taunton Street Railway и American Liability Insurance Co и главой ассоциации производителей хлопка Новой Англии.
В 1874-75 годах был членом Сената штата Массачусетс. Был делегатом национального съезда Республиканской партии в 1880 году и председателем Массачусетского съезда в 1892. На выборах 1896 года был впервые избран в Палату представителей США по 12-му избирательному округу Массачусетса. В дальнейшем успешно переизбирался шесть раз, дважды по 12-му и четыре раза по 14-му округу. Умер от пневмонии 4 февраля 1910 года, будучи действующим конгрессменом. Похоронен на кладбище Маунт-Плезант в Тонтоне (Массачусетс).
Его дочь Фрэнсис была замужем за министром ВМС США Чарльзом Фрэнсисом Адамсом.